# Rogelio de la Fuente
Francisco Rogelio de la Fuente Gaete (n. Chillán, 24 de septiembre de 1931 - m. Ciudad de México, 5 de octubre de 2015) fue un médico obstetra y político chileno. Fue elegido diputado en las elecciones parlamentarias de Chile de 1973 aunque debió salir exiliado hacia México en septiembre de ese año a causa de la disolución del Congreso Nacional chileno tras el golpe de Estado de Augusto Pinochet para derrocar al presidente Salvador Allende.
En México, fue fundador y coadyuvó en la organización de la carrera de Medicina en la Facultad correspondiente de la Universidad Autónoma Metropolitana, Unidad Xochimilco, en la Ciudad de México, donde además de ser catedrático hasta la fecha, ha contribuido con su esfuerzo y capacidad profesional para consolidar el proyecto institucional universitario de la UAM. En esta casa universitaria ha recibido reconocimientos a su tarea y su nombre ha sido adoptado por la generación 2001-2005 de médicos.
Escribió el libro Detrás de la memoria en el que narró sus experiencias personales durante la dictadura militar chilena, presentado en el marco de los eventos conmemorativos del centenario del natalicio de Salvador Allende en la Universidad Autónoma Metropolitana, institución que se caracterizó por abrir sus puertas al exilio chileno que llegó a México en los años setenta, honrando su lema de Casa Abierta al Tiempo.
Rogelio de la Fuente también fue autor de más de 150 artículos y trabajos de investigación clínica publicados en revistas especializadas.

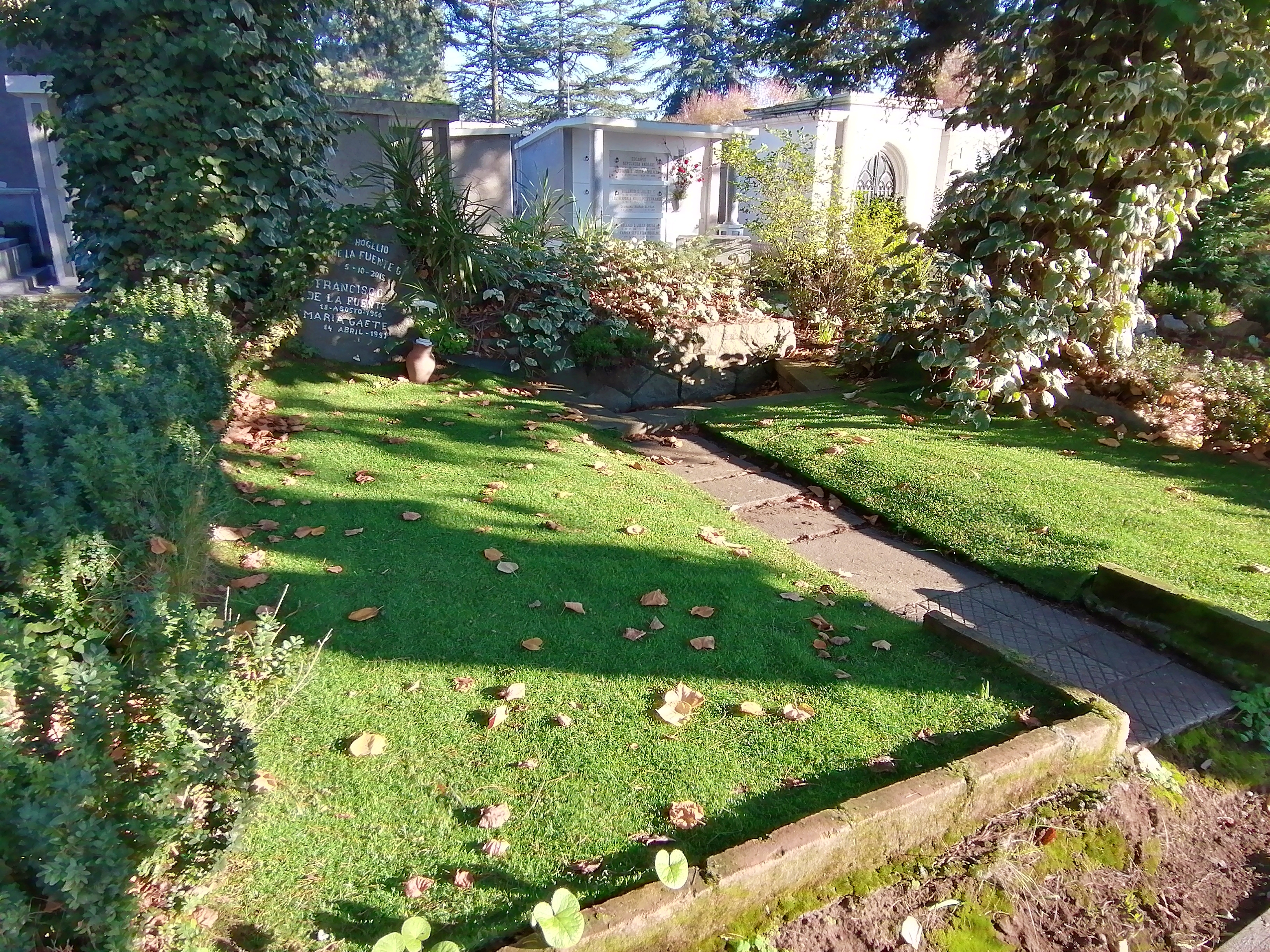
Tumba de Rogelio de la Fuente en cementerio municipal de Chillán

Murió en México en 2015. En 2017 sus restos fueron trasladados a su natal Chillán, siendo sepultado en el cementerio municipal de la comuna.

## Historial electoral

### Elecciones Parlamentarias de 1973
- Elecciones parlamentarias de 1973 para la Provincia de Ñuble.[4]